# Luperina sohn-retheli
Luperina sohn-retheli là một loài bướm đêm trong họ Noctuidae.